# MiNT
Pour les articles homonymes, voir Mint.
Ne doit pas être confondu avec Linux Mint.
 (novembre 2019).
MiNT est un projet  de développement d'un noyau  de système d'exploitation libre alternatif pour les ordinateurs Atari ST et ses successeurs. Se présentant à ses débuts comme une surcouche au système intégré à la ROM, il était destiné à son apogée à faire partie d'un système d'exploitation complet, puis, avec l'interruption du développement de ce dernier, est devenu FreeMiNT, un projet sous Licence libre et soutenu par une équipe de bénévoles sur GitHub.

## Historique

### 1989: MiNT is Not TOS
Le travail sur MiNT a commencé en 1989, lorsque le développeur Eric Smith a essayé de porter la bibliothèque GNU et ses utilitaires associés sur le TOS de l'Atari ST. Il s'est rapidement révélé qu'il était beaucoup plus facile d'ajouter une couche de type Unix au TOS que de patcher tous les logiciels GNU. MiNT a donc commencé comme une extension au TOS pour faciliter ce portage.
Au début, MiNT a été distribué par Eric Smith en mai 1990 sous le nom "MiNT is Not TOS" (un acronyme récursif dans le style "GNU's Not Unix"). Le noyau suscita de l'intérêt, et des personnes contribuèrent avec le portage du système de fichiers MINIX pour l'Atari TT.

### 1993: MiNT is Now TOS et MultiTOS
Au même moment, Atari cherchait à apporter des fonctionnalités multi-tâches au TOS. Ils trouvèrent que MiNT pouvait remplir ce rôle et embauchèrent Eric Smith. MiNT a alors été adopté comme noyau alternatif officiel avec la sortie de l'Atari Falcon, avec une légère modification de l'acronyme MiNT qui est devenu "MiNT is Now TOS". Atari associa MiNT avec une version multi-tâches du GEM sous le nom MultiTOS, à installer à partir de disquettes.
Avec un environnement graphique AES qui bénéficie de ses fonctionnalités multi-tâches, MiNT constitue le cœur de MULTITOS, le système d'exploitation qui devait à terme remplacer le TOS et équiper les successeurs du Falcon, mais après l'abandon par Atari du marché de la micro-informatique, le code source de MiNT a été libéré et a servi de base au développement de FreeMiNT.

### 1994: FreeMiNT
Après l'abandon du marché informatique par Atari, le développement de MiNT s'est poursuivi sous le nom FreeMiNT et est désormais maintenu par une équipe de bénévoles. Le développement de FreeMiNT suit celui d'un logiciel libre classique, avec un code source hébergé sur un dépôt CVS (Concurrent Versions System) public et les sujets de développement abordés dans une liste de discussion également publique.

### 2017: FreeMiNT Project
Le développement s'est depuis déplacé sur le dépôt Git FreeMiNT consultable publiquement sur GitHubalors que la liste de diffusion est restée sur SourceForge, après avoir été déplacée plus tôt (2014) depuis AtariForge, où elle était maintenue depuis presque 20 ans.
Le projet FreeMiNT héberge non seulement le noyau, mais aussi plusieurs applications comme le panneau de contrôle COPS ou l'aide en ligne HypView ainsi que plusieurs utilitaires en ligne de commande et la documentation développeur tos.hyp.

## Configuration requise
Une installation minimale de MiNT peut fonctionner sur un Atari ST avec son processeur d'origine 68000 à 8 MHz, 4 Mo de RAM et un disque dur. Il est fortement recommandé d'utiliser un ordinateur Atari avec un CPU 68030 à 16 MHz et 8 Mo de mémoire.
MiNT peut également fonctionner avec les émulateurs Hatari et STEem, ainsi qu'avec le réseau sur la machine virtuelle 68040 Aranym.

## Écosystème logiciel autour de FreeMiNT
Comme FreeMiNT ne fournit qu'un noyau, plusieurs distributions prennent en charge MiNT, en particulier celles comme SpareMiNT basée sur RPM Package Manager ou RPM, et le portage Debian GNU/MiNT.
Bien que FreeMiNT puisse utiliser l'interface graphique du TOS (le GEM et l'AES), il est bien mieux exploité avec un AES amélioré qui peut utiliser ses possibilités multi-tâches.
Celui par défaut est actuellement XaAES, qui est développé sous la forme d'un module pour le noyau FreeMiNT. N.AES, plus ancien, fonctionne aussi, bien que MyAES soit une alternative plus moderne.